# Wilhelm Kowald
Wilhelm Kowald (* 30. August 1858 in Ruppertshain; † 5. September 1932 in Stuttgart) war ein deutscher Schriftsetzer und Politiker (SPD).

## Leben
Kowald wuchs in Ruppertshain im Obertaunuskreis auf und machte eine Ausbildung als Schriftsetzer. Nach seiner Wanderschaft ließ er sich in Stuttgart nieder. Er schloss sich der SPD an und arbeitete in der sozialdemokratischen Parteidruckerei in Stuttgart. Im Jahr 1888 wurde er unter den Sozialistengesetzen wegen Beleidigung Stuttgarter Polizisten zu einer Gefängnisstrafe verurteilt. Von 1908 bis 1918 gehörte er dem Gemeinderat der Stadt Stuttgart an. Bei den Reichstagswahlen 1903, 1907 und 1912 kandidierte er im Reichstagswahlkreis Königreich Württemberg 8, konnte aber in keinem Versuch in die Stichwahl kommen.
Am 18. November 1919 rückte er für Friedrich Fischer in den württembergischen Landtag nach. Diesem gehörte er bis zum Ende der Wahlperiode 1920 an.